# Takata (métro de Yokohama)
Pour les articles homonymes, voir Takata (homonymie).
Takata (高田駅, Takata-eki) est une station du métro de Yokohama au Japon. Elle est située dans l'arrondissement de Kōhoku à Yokohama.

## Situation ferroviaire
La station est située au point kilométrique (PK) 10,3 de la ligne verte du métro de Yokohama.

## Histoire
La station a été inaugurée le 30 mars 2008.

## Service des voyageurs

### Accueil
La station est ouverte tous les jours.

### Desserte
- Ligne verte :
  - voie 1 : direction Nakayama
  - voie 2 : direction Hiyoshi